# Leptogenys linearis
Leptogenys linearis är en myrart som först beskrevs av Smith 1858.  Leptogenys linearis ingår i släktet Leptogenys och familjen myror. Inga underarter finns listade i Catalogue of Life.